# Parada de Gernikako Arbola
Gernikako Arbola es una parada de la línea Abetxuko - Unibertsitatea en el tranvía de Vitoria, explotado por Euskotren Tranbia. Fue inaugurada el 10 de julio de 2009 junto a todas las paradas de la línea de Abetxuko, desde la de Honduras hasta la de Kañabenta (entonces llamada Abetxuko). En septiembre de 2009 fue atacada con un artefacto incendiario, hecho por el que se detuvo a un joven, como presunto autor de los hechos.

## Localización
Se encuentra ubicada en el distrito de Lakua, concretamente en el barrio de Arriaga-Lakua, en el cruce entre las calles Gernikako Arbola y Juntas Generales, calle que recorre el tranvía longitudinalmente.

## Líneas
| Procedencia/Destino | <       | Línea | >                 | Procedencia/Destino |
| ------------------- | ------- | ----- | ----------------- | ------------------- |
| Abetxuko            | Arriaga | TVG   | Portal de Foronda | Unibertsitatea      |